# Sinistri Sei
I Sinistri Sei (in inglese Sinister Six) sono un gruppo di personaggi dei fumetti creati da Stan Lee (testi) e Steve Ditko (disegni), pubblicato dalla Marvel Comics. Supercriminali coalizzatisi per sconfiggere l'Uomo Ragno, da cui erano già stati sconfitti singolarmente tutti quanti, sono apparsi la prima volta in Amazing Spider-Man Annual n. 1 (1964).

## Biografia del gruppo

### Sinistri Sei

#### Le Origini
La prima formazione dei Sinistri Sei, composta da Dottor Octopus, Avvoltoio, Uomo Sabbia, Mysterio, Electro e Kraven il cacciatore, era stata riunita con lo scopo preciso di eliminare il supereroe: Octopus estese l'invito anche al Dottor Destino e a Goblin, ma entrambi rifiutarono: il primo era concentrato sui Fantastici Quattro mentre il secondo voleva sbarazzarsi del nemico per conto suo e senza l'aiuto di nessuno. Doc Ock aveva previsto una serie di sfide dove l'arrampicamuri avrebbe affrontato uno ad uno i criminali, ma questi riuscì a salvarsi sconfiggendoli e liberando zia May e Betty Brant, in precedenza rapite dai Sei.

#### Il Ritorno
Su Amazing Spider-Man n. 334-339 (1990), il Dottor Octopus rimise insieme il gruppo, con Hobgoblin al posto di Kraven (nel frattempo deceduto), con lo scopo di ottenere il dominio del mondo ricattandone i governi minacciando di diffondere un veleno mortale nell'atmosfera. In realtà si tratta di un imbroglio escogitato da Octopus per ottenere il dominio autonomo sul pianeta, diffondendo una cura contro la dipendenza da cocaina che gli avrebbe permesso di ricattare i ricchi tossicodipendenti. Il gruppo si sciolse e in quell'occasione l'Uomo Sabbia, che all'epoca aveva smesso di compiere crimini, si ribellò a Octopus, che lo aveva ricattato minacciando di uccidere la famiglia che lo ospitava. In seguito il gruppo si riunì con gli stessi membri (con l'aggiunta di Gog), ad esclusione dell'Uomo Sabbia, trasformato da Octopus in una statua di vetro per impadronirsi di un satellite militare, ma venne fermato dall'Uomo Ragno, i Fantastici Quattro, Nova, Deathlok.

#### Civil War
Altri Sinistri Sei sono comparsi in Civil War, ma sono stati sconfitti dai Vendicatori segreti.

#### Alla Grande
Il gruppo venne rimesso insieme dal Dottor Octopus nel ciclo conosciuto come Alla Grande. I membri erano gli stessi della formazione originale, con l'eccezione del Camaleonte e Rhino al posto dell'Avvoltoio e di Kraven. Nelle loro missioni affrontarono la Fondazione Futuro, i Vendicatori e uccisero addirittura quasi tutti i membri dell'Intellighenzia, eccetto MODOK.

### Sinistri Sette
I Sinistri Sette erano stati formati da Hobgoblin (leader) per eliminare Kaine, clone dell'Uomo Ragno, che stava uccidendo i criminali. Oltre ad Hobgoblin il gruppo era formato da Electro, Mysterio, l'Avvoltoio, Scarabeo, Scorpione e Shocker. Il gruppo fu nuovamente sconfitto dall'Uomo Ragno e da Kaine.

### Sinistro Sindacato
Il Sinistro sindacato nacque come team di riserva dei Sinistri Sei. Il gruppo era formato da Scarabeo (leader), Rhino, Speed Demon, Boomerang e Hydro-Man. Scarabeo vide in loro un potente team e così li riunì come mercenari. Il loro primo lavoro fu affrontare Silver Sable e l'Uomo Ragno per salvare Jack Lanterna, venendo però sconfitti. Il gruppo si riunì poi per abbattere nuovamente l'Uomo Ragno dopo Civil War, stavolta costituito da Boomerang, Komodo, Hydro-Man, Shocker e Speed Demon, venendo nuovamente sconfitti dall'Uomo Ragno.

### Sinistri Sei contro Octopus
L'Uomo Sabbia, tornato a tutti gli effetti ad essere un super-criminale, era convinto di poter guidare un gruppo di Sinistri Sei da scagliare contro il Dottor Octopus, per vendicarsi dell'ultima volta in cui Octavius li aveva riuniti quando inventò la cura contro la cocaina facendo credere ai suoi alleati tutt'altra cosa. Con Electro (in un'inedita tuta bianco-azzurra) Mysterio, l'Avvoltoio e Kraven (il figlio), vi fu il debutto di Venom, che entrò nel gruppo a patto che potesse occuparsi personalmente dell'Uomo Ragno. Octopus, allertato da Spidey, non si preoccupò, sostenendo che l'Uomo Sabbia non era dotato del carisma necessario per poter guidare un gruppo del genere, conoscendone già la personalità dei componenti storici. E ci vide giusto, tanto è che lo stesso Uomo Sabbia, giunto sul luogo del delitto, perse il controllo della situazione ed ognuno dei Sinistri Sei iniziò a remare per proprio conto. Spidey e Venom, che in seguito li lasciò per non avergli mantenuto in precedenza quanto promesso, diedero una sonora sconfitta ai restanti componenti del gruppo.

### Sinistri Dodici
I Sinistri Dodici sono un gruppo di supercriminali nemici dell'Uomo Ragno, creati da Mark Millar (testi) e Terry Dodson (disegni). È apparso la prima volta su Marvel Knights: Spider-Man n. 9 (dicembre 2004), pubblicato dalla Marvel Comics. Con l'intento di uccidere il Tessiragnatele, Norman Osborn riunì Scorpione, Venom, Electro, l'Avvoltoio, l'Uomo Sabbia, Camaleonte, Lizard, Testa di Martello, Lapide, Rhino, Shocker e Hydro-Man, oltre allo stesso Osborn nei panni di Goblin. L'Arrampicamuri venne attaccato di sorpresa e nonostante potesse tenere testa a tutti e 12, intervennero la Gatta Nera, i Vendicatori, i Fantastici Quattro e Devil.

### Superior Spider-Man
In Superior Spider-Man, Boomerang guidò un nuovo gruppo di Sinistri Sei, formato da Shocker, Overdrive, Scarabeo (un nuovo personaggio femminile), Speed Demon e Cervello Vivente, e pianificò quello di introdursi nei laboratori della Horizon Labs e rubare dei componenti per costruire un macchinario in grado di controllare il tempo atmosferico. Furono però sconfitti facilmente da Superior Spider-Man, che riprogrammò Cervello Vivente come un robo-schiavo, ferì Speed Demon alla trachea, sbatté Scarabeo contro Overdrive, ribaltando quest'ultimo e finendo su Shocker, e pestò a sangue Boomerang. In seguito Otto riassemblò il gruppo come Superior Spider-Man.

## Altre versioni

### Versione Ultimate
Esiste anche una versione Ultimate dei Sinistri Sei, dove sono chiamati semplicemente "I Sei" composta da Goblin, Dottor Octopus, Electro, l'Uomo Sabbia, Kraven il Cacciatore e lo stesso Spider-Man, perché costretto da Goblin il quale minacciava di morte la zia May.

### Era di Apocalisse
In "Era di Apocalisse", Sinistro mette insieme un gruppo chiamato Sinistri Sei, formato da Cloak, Dagger, Sonique (versione alternativa di Syrin), Sauron, Blob e Fenice. Nonostante il nome, il gruppo non ha nessuna correlazione con i classici Sinistri Sei di Spider-Man. Vennero sconfitti da una squadra di X-Men guidata da Magneto.

## Altri media

### Televisione
- Nella serie animata Spider-Man - L'Uomo Ragno compare il gruppo criminale dei Perfidi Sei (in inglese Insidious Six), chiaramente ispirati ai Sinistri Sei. La formazione include il Dottor Octopus, Rhino, Shocker, lo Scorpione, il Camaleonte e Mysterio (in seguito alla sua morte viene sostituito dall'Avvoltoio) ed è capitanata da Kingpin. Quando Fisk forma la squadra per la prima volta è con il semplice scopo di sconfiggere l'Uomo Ragno. Li riunirà successivamente nell'ultima stagione della serie animata, per appropriarsi dell'arma del giudizio, creata da Teschio Rosso durante la seconda guerra mondiale, rivelandosi nient'altro che di un altro potentissimo supercriminale in costume: Electro.
- In The Spectacular Spider-Man, appaiono in un paio di episodi con formazioni diverse che includono Rhino, Shocker poi sostituito da Kraven il cacciatore, Electro, il Dottor Octopus poi sostituito da Mysterio, l'Avvoltoio e dall'Uomo Sabbia. Come nei fumetti, sono creati dal Dottor Octopus, vengono prima sconfitti da Spidey con il costume nero, poi lo affrontano a coppie, venendo sempre sconfitti.
- Essi compaiono nella serie animata Ultimate Spider-Man, in un ruolo di primo piano. Il gruppo è composto dal Dottor Octopus, Rhino, Lizard, Kraven il cacciatore, Electro e Beetle (quest'ultimo venne poi sconfitto dal team di Spider-Man e quindi sostituito dallo Scorpione). Successivamente il Dottor Octopus ricostruisce i Sinistri Sei con Hydro-Man e Ultimate Goblin al posto dello Scorpione e la Lucertola. La squadra finale nella quarta e ultima stagione (sottotitolato proprio Ultimate Spider-Man contro i Sinistri 6) sarà composta dallo Scorpione, Rhino, l'Avvoltoio, Crossbones (versione lucertola), Kraven il cacciatore e, ovviamente, il Dottor Octopus.

### Cinema
- Alla fine del film The Amazing Spider-Man 2 - Il potere di Electro (2014), Harry Osborn inizia a mettere su la squadra dei Sinistri Sei per eliminare Spider-Man, decidendo di iniziare reclutando Rhino.
- Un film interamente dedicato ai Sinistri Sei seguito del secondo film di The Amazing Spider-Man era previsto per novembre del 2016, tuttavia a seguito dell'ingresso di Spider-Man nel Marvel Cinematic Universe il progetto è stato rimandato.
- Sebbene non identificato come tale, una versione della squadra di supercriminali appare nel film d'animazione Spider-Man - Un nuovo universo (2018). La formazione è composta dal Kingpin, Olivia Octavius, Prowler, Tombstone, Scorpion e Ultimate Green Goblin che si scontrano con Ultimate Spider-Man II e le altre cinque dimensioni diverse dell'Arrampicamuri (Spider-Man, Spider-Gwen, Spider-Man Noir, SP//dr e Spider-Ham), venendo nuovamente sconfitti.
- Nel film del Marvel Cinematic Universe Spider-Man: No Way Home (2021), appaiono vari antagonisti, principalmente dei franchise passati, che fanno una sorta di adattamento dei Sinistri Sei, seppur siano solo cinque. Non a caso, uno dei soundtrack del film si chiama proprio i "Sinister". I personaggi che appaiono sono Goblin, il Dottor Octopus, l'Uomo Sabbia, Electro e Lizard. Willem Dafoe, Alfred Molina e Thomas Haden Church tornano nei loro rispettivi ruoli dalla trilogia di Sam Raimi, mentre Jamie Foxx e Rhys Ifans tornano anche loro nei rispettivi ruoli dai due film di Marc Webb.
- Una versione dei Sinistri Sei avrebbe dovuto debuttare nel Sony's Spider-Man Universe, come viene visto nella scena dopo i titoli di coda del film Morbius (2022), in cui l'Avvoltoio dell'MCU ritrovandosi in una dimensione alternativa e capendo che Spider-Man è la causa della sua presenza in quell'universo, decide di iniziare a collaborare con Morbius del SSU, dicendogli anche che persone come loro dovrebbero fare allearsi.

### Videogiochi
- Alcuni membri supercriminali dei Sinistri Sei appaiono diversamente nei videogiochi Spider-Man: Return of the Sinister Six, Spider-Man 2: The Sinister Six, Spider-Man Vs. The Sinister Six, Marvel: Sfida dei campioni, Marvel: Avengers Alliance, Spider-Man Unlimited, Marvel Future Fight, Marvel: La Grande Alleanza 3: L'Ordine Nero e Marvel Strike Force.
- Un'ulteriore formazione del gruppo appare nel videogioco Spider-Man, uscito nel 2018 esclusivamente su Playstation 4. Il gruppo è formato dal Dottor Octopus (leader), Rhino, l'Avvoltoio, Electro, lo Scorpione e Mister Negativo. In questo titolo, il Dottor Otto Octavius si serve del gruppo (a cui crea e dona armi e attrezzature ipertecnologiche da lui stesso create) per spodestare ed uccidere il sindaco Norman Osborn, con lo scopo di vendicarsi per alcuni eventi accaduti diversi anni prima. Otto riesce a convincere i cinque criminali a mettere insieme il gruppo con la promessa di utilizzare le proprie conoscenze, scientifiche e non, per aiutarli con i loro scopi personali. Promette a Scorpione di estinguere i suoi debiti e ripulire la sua fedina penale, a Rhino di liberarlo dalla sua tuta con un particolare agente corrosivo, all'Avvoltoio di curarlo da una forma di cancro che ha sviluppato alla colonna vertebrale a causa dell'uso prolungato delle sue ali, a Electro di andare vicino a realizzare il suo intento di diventare "pura energia", mentre a Mister Negativo di vendicarsi di Osborn, principale responsabile dei suoi poteri negativi, nonché della morte dei suoi genitori. A fronteggiare il gruppo ci sarà ovviamente Spider-Man, ostacolato dal suo legame di ammirazione e amicizia con Octavius.